# عبد الحميد سيبا
عبد الحميد سيبا (2 ديسمبر 1934 - 9 أبريل 2021) محامي وسياسي برازيلي.

## السيرة الشخصية
شغل منصب عضو في الجمعية التشريعية لغوياس من 1995 إلى 2007. انتخب نائباً للدولة في فترتين، من 1995 إلى 1998، ومن 1999 إلى 2003. في عام 2001 ترك الحزب الليبرالي للانضمام إلى حزب العمل الاجتماعي.
توفي حميد سبا بسبب كوفيد 19 في جويانيا في 9 أبريل 2021 عن عمر يناهز 86 عامًا.